# Antoniówka (Tomaszów Lubelski)
Pour les articles homonymes, voir Antoniówka.
Antoniówka (prononciation [antɔˈɲufka]) est un village de la gmina de Krynice, du powiat de Tomaszów Lubelski, dans la voïvodie de Lublin, situé dans l'est de la Pologne.
Il se situe à environ 3 kilomètres au sud-ouest de Krynice (siège de la gmina), 14 kilomètres au nord de Tomaszów Lubelski (siège du powiat) et 95 kilomètres au sud-est de Lublin (capitale de la voïvodie).

## Administration
De 1975 à 1998, le village est attaché administrativement à l'ancienne voïvodie de Zamość.

Depuis 1999, il fait partie de la nouvelle voïvodie de Lublin.

## Personnalités
- Mieczysław Kosz (1944-1973), pianiste de jazz, est né à Antoniówka.